# Мафия убивает только летом
«Мафия убивает только летом» (итал. La mafia uccide solo d'estate) — художественный фильм итальянского режиссёра Пьерфранческо Дилиберто, снятый по сценарию Микеле Астори, Марко Мартани и Пьерфранческо Дилиберто в 2013 году. Драматическая комедия, сюжет которой основан на реконструкции детских воспоминаний главного героя, часто иронических и парадоксальных, описывающих кровавый сезон преступной деятельности мафии в Палермо в 80-х — 90-х годах XX века. Мировая премьера фильма прошла в Италии 28 ноября 2013 года.

## Сюжет
Артуро был зачат родителями 10 декабря 1969 года в Палермо на проспекте Лацио в здании, где в этот день произошла кровавая бойня между членами мафии. Первым словом, которое он сказал в детстве было слово «мафия». Артуро произнёс его в адрес брата Джачинто, священника и монаха, имевшего тесные связи с организованной преступностью. Оказалось у него врождённая способность распознавать тех, кто является членом мафии. Он сильно испугался, когда случайно увидел в больнице Сальваторе Риину и опознал в нём мафиози.
В начальной школе Артуро влюбился в красавицу Флору, дочь богатого банкира, которая жила в том же здании, что и политик Рокко Кинничи, известный борец с организованной преступностью. Артуро не смог признаться в своих чувствах Флоре, но испытал восторг, когда увидел по телевизору интервью Маурицио Костанцо с премьер-министром Джулио Андреотти, который с этого времени стал для него героем и образцом для подражания. Артуро вырезал его фотографии из газет и складывал их в блокнот. Кроме того, на стене в своей комнате он повесил огромный плакат в его честь, который приобрёл во время каникул.
По соседству с Артуро жил журналист Франческо, которого, за выступления против мафии, главный редактор газеты перевёл в отдел спортивных колонок. Франческо узнал о способности Артуро и посоветовал ему стать журналистом. События детства Артуро проходят на фоне убийств известных борцов с мафией — Бориса Джулиано, которого он видел каждый день в баре, Пио Ла Торре, Карло Альберто Далла Кьеза, который дал ему интервью, потому, что тот выиграл конкурс молодых журналистов, и Рокко Кинничи, который был убит в результате нападения в день отъезда Флоры с семьёй в Швейцарию.
Годы спустя, Артуро был принят на работу пианистом и ассистентом на передачу «Добрый вечер» телевидения Палермо, ведущим которой был Жан-Пьер. В первый день его работы, гостем Жан-Пьера на передаче стал политик Сальво Лима. Его помощницей оказалась та самая Флора. Потрясённый Артуро забыл ноты музыкальной темы и уволился с работы.
Затем он был принят на работу в качестве специального корреспондента на выборах. Артуро должен был присутствовать на пресс-конференции Сальво Лимы, однако из-за ссоры с Флорой ему пришлось оставить и эту работу, но он был снова взят на передачу «Добрый вечер». Тем временем, Сальво Лима, уличённый в связях с мафией и намеревавшийся сдать своего товарища и коллегу Джулио Андреотти, был убит по пути на пресс-конференцию.
Вскоре, благодаря мегапроцессу в Палермо, организованного Джованни Фальконе и Паоло Борселлино, были арестованы несколько членов организованной преступности. Некоторое время спустя, двое судей были убиты взрывом в Капачи и расстрелом на улице Д’Амелио. После этих убийств жители Палермо, первоначально хранившие лояльность по отношению к мафии, вышли на улицы в знак протеста.
Артуро и Флора простили друг другу прошлые обиды, обручились и родили ребёнка, ради спокойной жизни которого стали активными борцами с мафией.

## В ролях
- Пьерфранческо Дилиберто (Артуро).
- Кристиана Капотонди (Флора).
- Клаудио Джоэ[итал.] (Франческо).
- Нинни Брускетта[итал.] (брат Джачинто).
- Алекс Бисконти (Артуро в детстве).
- Джиневра Антони (Флора в детстве).
- Маурицио Маркетти[итал.] (Жан-Пьер).
- Розарио Лисма (отец Артуро).
- Барбара Табита[итал.] (мать Артуро).
- Антонио Альвеарио[итал.] (Тото).

## Съёмочная группа
- режиссёр: Пьерфранческо Дилиберто
- сценаристы: Пьерфранческо Дилиберто, Микеле Астори, Марко Мартани[итал.]
- продюсеры: Марио Джанани, Лоренцо Мьели
- оператор: Роберто Форца[итал.]
- композитор: Санти Пульвиренти[итал.]
- монтажер: Кристиано Травальоли
- художник: Марчелло Ди Карло
- костюмер: Кристиана Риччери

## Премии и номинации
- 2013 — '''Туринский кинофестиваль'''[итал.] — Приз зрительских симпатий.
- 2014 — Премия Давид ди Донателло:

Лучший дебют в режиссуре — Пьерфранческо Дилиберто.
Премия Дэвида Янга — Пьерфранческо Дилиберто.
номинации — лучший фильм, лучший сценарий, лучшая продюсерская работа, лучший саундтрек, лучший дизайн костюмов, лучший макияж, лучшие спецэффекты.
- 2014 — Премия Серебряная лента:

Лучший дебют в режиссуре — Пьерфранческо Дилиберто.
Лучший сюжет — Пьерфранческо Дилиберто, Микеле Астори и Марко Мартани.
номинации — лучшая продюсерская работа, лучшая актриса второго плана, лучший монтаж, лучший кастинг-директор.
- 2014 — Премия Золотой глобус (Италия):

Лучший сценарий — Пьерфранческо Дилиберто, Микеле Астори и Марко Мартани.
номинации — лучший фильм, лучшая комедия.
- 2014 — Премия Золотая хлопушка[итал.]:

Премия интернет-телевидения Аличе — Пьерфранческо Дилиберто.
номинации — лучший работа художника, лучший сценарий, лучшая продюсерская работа, лучший дизайн костюмов, лучший монтаж.
- 2014 — '''Барийский международный кинофестиваль'''[итал.] — Премия Франческо Лаудадио за лучший дебют в режиссуре — Пьерфранческо Дилиберто.
- 2014 — '''Трейлерский кинофестиваль'''[итал.] — Приз зрительских симпатий за лучший трейлер к фильму в сезоне.
- 2014 — Премия Рокко Кинничи от города Мизильмери.
- 2014 — Премия Европейской киноакадемии — лучшая комедия[4][5].